# Козіївська № 2
Козіївська № 2 — ботанічна пам'ятка природи місцевого значення. Об'єкт розташований на території Краснокутського району Харківської області, Пархомівське лісництво, квартал 57: виділи 8, 16.
Площа — 3,9 га, статус отриманий у 1984 році.